# Cochranton
Cochranton es un borough ubicado en el condado de Crawford en el estado estadounidense de Pensilvania. En el año 2000 tenía una población de 1,148 habitantes y una densidad poblacional de 368 personas por km².

## Geografía
Cochranton se encuentra ubicado en las coordenadas 41°31′10″N 80°2′56″O / 41.51944, -80.04889.

## Demografía
Según la Oficina del Censo en 2000 los ingresos medios por hogar en la localidad eran de $36,625 y los ingresos medios por familia eran $45,463. Los hombres tenían unos ingresos medios de $33,333 frente a los $21,792 para las mujeres. La renta per cápita para la localidad era de $18,960. Alrededor del 11.3% de la población estaba por debajo del umbral de pobreza.